# فرودگاه ماتسو بیگان
فرودگاه ماتسو بیگان (به انگلیسی: Matsu Beigan Airport) یک فرودگاه همگانی با کد یاتا MFK است که یک باند فرود بتن دارد و طول باند آن ۱۱۵۰ متر است. این فرودگاه در کشور چین قرار دارد و در ارتفاع ۱۲ متری از سطح دریا واقع شده‌است.

## شرکت‌های هواپیمایی و مقصدهای پروازی
| شرکت‌های هواپیمایی | مقصدهای پروازی |
| ----------------- | -------------- |
| Uni Air           | سونگشان تایپه  |